# Сенна (притока Сожу)
Сенна (біл. Сянна) — річка в Білорусі у Чериковському й Краснопільському районах Могильовської області. Ліва притока річки Сожу (басейн Дніпра).

## Опис
Довжина річки 59 км, похил річки 0,8 м/км, площа басейну водозбору 543 км², середньорічний стік 3,4 м³/с. Формується притоками та безіменними струмками.

## Розташування
Бере початок на східній околиці села Кліни за 21 км на південно-східній стороні від центра міста Чериков. Тече переважно на північний захід і на південно-східній стороні від села Баков впадає в річку Сож, ліву притоку річки Дніпра.

## Притоки
Головні притоки: Сененка, Росомаха, Тур'я (ліві), Домашня, Ректа (праві).